# Preseka (gmina Babušnica)
Preseka (cyr. Пресека) – wieś w Serbii, w okręgu pirockim, w gminie Babušnica. W 2011 roku liczyła 177 mieszkańców.